# L'Hôtellerie-de-Flée
L'Hôtellerie-de-Flée és un municipi francès situat al departament de Maine i Loira i a la regió de País del Loira. L'any 2007 tenia 467 habitants.

## Demografia

### Població
El 2007 la població de fet de L'Hôtellerie-de-Flée era de 467 persones. Hi havia 157 famílies de les quals 32 eren unipersonals (12 homes vivint sols i 20 dones vivint soles), 47 parelles sense fills, 74 parelles amb fills i 4 famílies monoparentals amb fills.
La població ha evolucionat segons el següent gràfic:
Habitants censats

### Habitatges
El 2007 hi havia 188 habitatges, 167 eren l'habitatge principal de la família, 7 eren segones residències i 14 estaven desocupats. 186 eren cases i 2 eren apartaments. Dels 167 habitatges principals, 130 estaven ocupats pels seus propietaris, 36 estaven llogats i ocupats pels llogaters i 1 estava cedit a títol gratuït; 3 tenien dues cambres, 17 en tenien tres, 51 en tenien quatre i 97 en tenien cinc o més. 143 habitatges disposaven pel capbaix d'una plaça de pàrquing. A 55 habitatges hi havia un automòbil i a 103 n'hi havia dos o més.

### Piràmide de població
La piràmide de població per edats i sexe el 2009 era:
| Homes | Edats   | Dones |
| ----- | ------- | ----- |
| 0     | 95 o +  | 0     |
| 2     | 90 a 94 | 3     |
| 0     | 85 a 89 | 4     |
| 2     | 80 a 84 | 4     |
| 5     | 75 a 79 | 7     |
| 11    | 70 a 74 | 6     |
| 6     | 65 a 69 | 12    |
| 8     | 60 a 64 | 5     |
| 7     | 55 a 59 | 11    |
| 11    | 50 a 54 | 11    |
| 10    | 45 a 49 | 15    |
| 16    | 40 a 44 | 11    |
| 10    | 35 a 39 | 12    |
| 20    | 30 a 34 | 15    |
| 13    | 25 a 29 | 9     |
| 9     | 20 a 24 | 8     |
| 14    | 15 a 19 | 15    |
| 17    | 10 a 14 | 19    |
| 16    | 5 a 9   | 9     |
| 16    | 0 a 4   | 6     |

## Economia
El 2007 la població en edat de treballar era de 295 persones, 236 eren actives i 59 eren inactives. De les 236 persones actives 225 estaven ocupades (121 homes i 104 dones) i 11 estaven aturades (3 homes i 8 dones). De les 59 persones inactives 28 estaven jubilades, 22 estaven estudiant i 9 estaven classificades com a «altres inactius».

### Ingressos
El 2009 a L'Hôtellerie-de-Flée hi havia 171 unitats fiscals que integraven 492,5 persones, la mediana anual d'ingressos fiscals per persona era de 16.021 €.

### Activitats econòmiques
Dels 12 establiments que hi havia el 2007, 1 era d'una empresa extractiva, 2 d'empreses de fabricació d'altres productes industrials, 2 d'empreses de construcció, 6 d'empreses de comerç i reparació d'automòbils i 1 d'una empresa de serveis.
L'únic servei als particulars que hi havia el 2009 era una fusteria.
Dels 2 establiments comercials que hi havia el 2009, 1 era una botiga de menys de 120 m² i 1 un drogueria.
L'any 2000 a L'Hôtellerie-de-Flée hi havia 29 explotacions agrícoles que ocupaven un total de 1.092 hectàrees.

## Equipaments sanitaris i escolars
El 2009 hi havia una escola elemental.

## Poblacions més properes
El següent diagrama mostra les poblacions més properes.